# Doryopteris subsimplex
Doryopteris subsimplex är en kantbräkenväxtart som först beskrevs av Fée, och fick sitt nu gällande namn av Friedrich Ludwig Diels. Doryopteris subsimplex ingår i släktet Doryopteris och familjen Pteridaceae. Inga underarter finns listade.